# Stammsteiger
Die Stammsteiger (Salpornis) sind eine artenarme Gattung der Singvögel, die mit je einer Art in Afrika südlich der Sahara und im Norden von Indien vorkommt. Die Vögel sind mit den Baumläufern (Certhia), den Kleibern (Sitta) und dem Mauerläufer (Tichodroma muraria) verwandt.

## Merkmale
Stammsteiger haben ein fleckiges, gut tarnendes Gefieder. Der Schnabel ist gebogen und seitlich abgeflacht. Die länglichen Nasenlöcher befinden sich nah der Basis des Schnabels. Borsten an der Schnabelbasis sind nicht vorhanden. Die lange, schmale Zunge ist hornartig hart mit etwa fünf borstigen Enden an der Spitze. Die Flügel sind lang und zugespitzt. Jeder Flügel hat zehn Handschwingen, die bei angelegtem Flügel nur 10 bis 12 mm vor der Schwanzspitze enden. Die Beine sind kurz und kräftig; die Füße sind relativ groß mit langen, dünnen Zehen. Die Krallen sind lang, scharf und stark gebogen. Der Schwanz wird von 12 Federn gebildet und endet gerade oder leicht gegabelt. Das Gefieder ist lang und weich und braun/grau gefleckt mit weißen Punkten. Männchen, Weibchen und Jungvögel unterscheiden sich nicht.

## Lebensweise
Wie Baumläufer und Kleiber leben Stammsteiger an Baumstämmen. Sie ernähren sich von Insekten und können wie Kleiber die Stämme sowohl hinauf als auch hinunter oder an der Unterseite von dicken Ästen klettern. Das Nest ist napfförmig und tief. Es besteht aus Stängeln, kleinen Wurzel und Rindenstücken und wird von Spinnweben zusammengehalten. Außen wird es mit Rindenstücken und Flechten getarnt. Die Eier sind türkisfarben gefleckt.

## Systematik

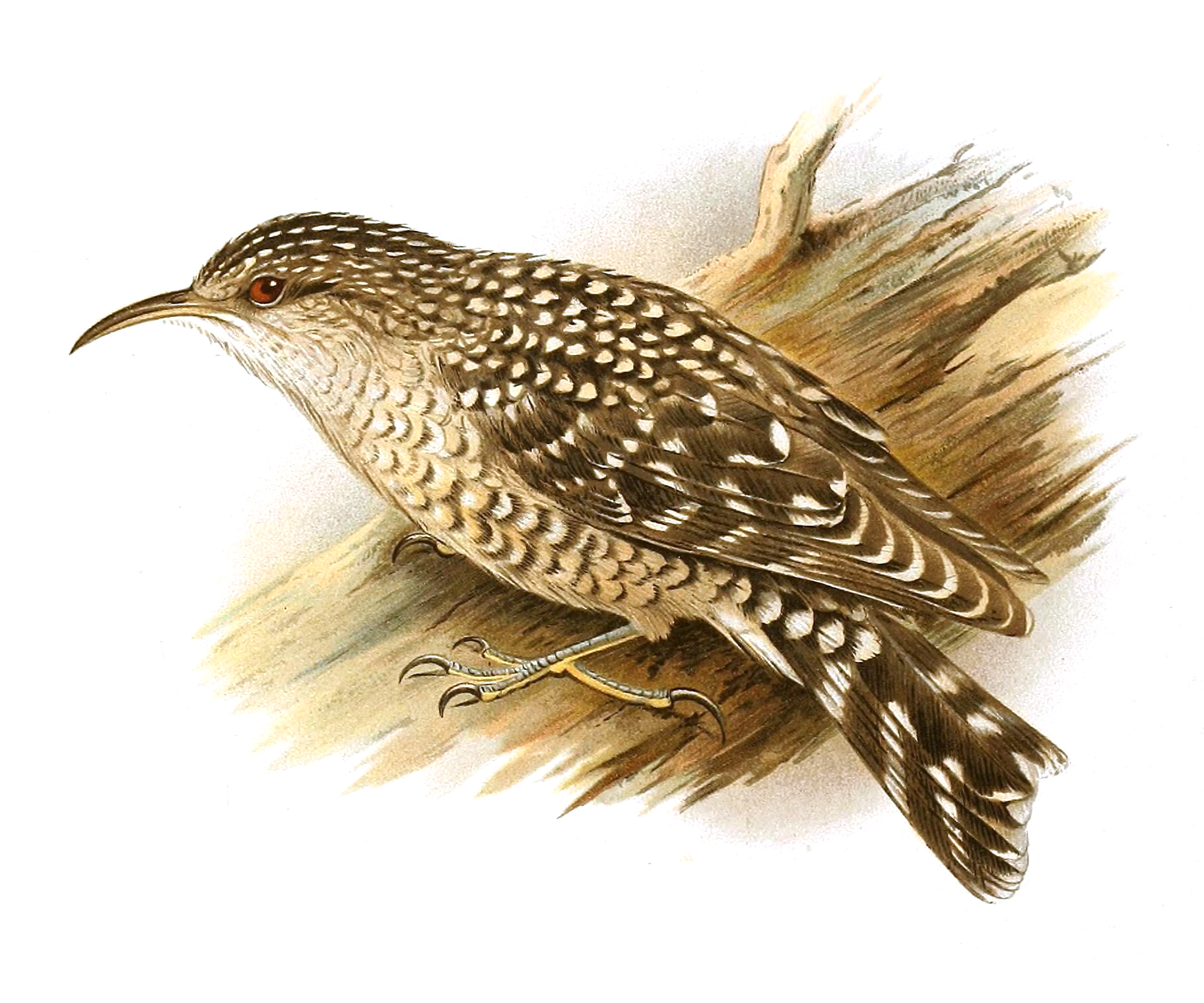
Afrikastammsteiger (Salpornis salvadori)

Die Gattung Salpornis wurde 1847 durch den britischen Zoologen George Robert Gray erstmals wissenschaftlich beschrieben. Ihre Familienzuordnung ist umstritten. Je nach Autor wurde sie entweder in eine eigene Familie gestellt oder den Baumläufern (Certhiidae) oder den Kleibern (Sittidae) zugeordnet und dabei oft in eine eigene Unterfamilie (Salpornithinae) gestellt. Um die in einer modernen Systematik geforderte Monophylie der Familien zu garantieren, wird die Gattung Salpornis seit 2022/2024 wieder in eine eigenständige, monotypische Familie gestellt.

## Arten
Die Gattung Salpornis besteht aus zwei Arten, die lange Zeit als eine einzige Art (Salpornis salvadori) mit fünf Unterarten geführt wurden. 2010 wurde die in Indien vorkommende Unterart aufgrund großer morphologischer Unterschiede in den Rang einer eigenständigen Art erhoben.
- Afrikastammsteiger (Salpornis salvadori)
- Indienstammsteiger (Salpornis spilonota)